# Pintura china
La pintura china clásica se denomina, en chino: 中國畫 zhōngguó huà, pintura china, o 國畫 guó huà, pintura del país, en oposición a la pintura china de inspiración occidental aparecida en el siglo XIX. Se puede considerar como una rama autónoma de la caligrafía china de la que partió, fundada sobre los cuatro tesoros de la escritura: (pinceles, tinta, tintero y papel), pinceles chinos, barrita para la tinta, piedra de tinta (para moler la piedra de tinta y mezclarla con agua) y el papel de arroz.

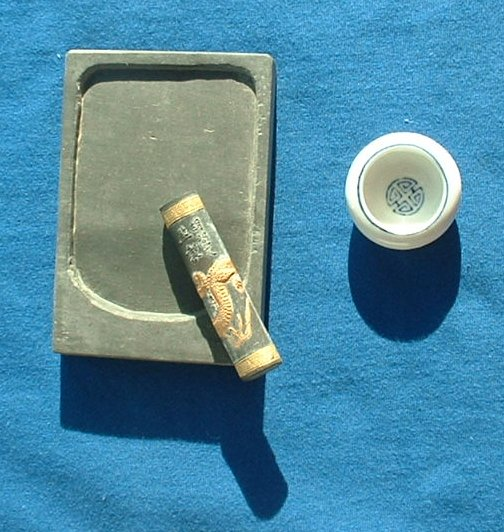
Piedra y bastoncillo de tinta.

Tiene diferencias con otros géneros de pintura china, por ejemplo, la pintura de frescos budistas de las cuevas de Dunhuang.
La pintura china clásica está constituida por un conjunto de estilos típicos del Extremo Oriente que tienen su origen en las técnicas pictóricas que se pueden encontrar en la pintura de Corea y Japón.

## Clasificación de la pintura china

### Según el contenido

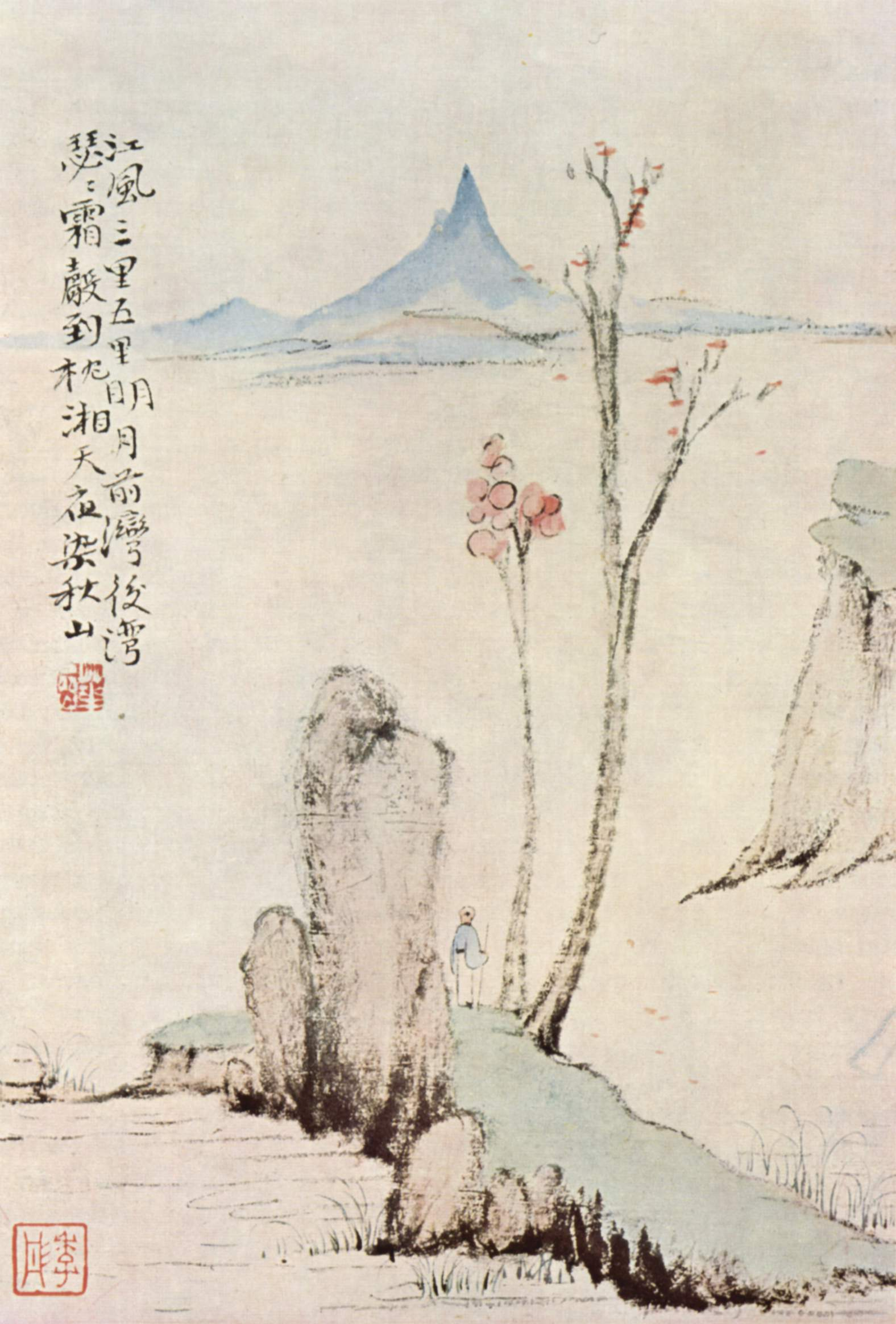
Hua Yen, 1729.

- pinturas de flores y pájaros (花鳥畫 huā niǎo huà)
- pinturas de paisajes (山水畫 shān shuǐ huà)
- retratos (人物畫 rén wù huà)
- animales (動物 Dòngwù)

### Según la técnica
- Pintura con atención fina al detalle （工筆 Gong Bi）
- Pintura de pincelada rápida （寫意 Xié Yì）
- Pintura con tinta china negra （水墨 Shui Mo）

## Historia de la pintura china
La pintura china clásica aparece en torno al siglo III a. C., pero no sería hasta el siglo I a. C. cuando la técnica se plasmara sobre papel, a partir del desarrollo de la caligrafía china y el papel de arroz.
La pintura de paisajes constituye el género más “noble” de la pintura china clásica, a través de ella se transmiten las concepciones micro- y macro-cósmicas chinas del universo. No es un arte figurativo que se haya modelado después, sino el resultado del sentimiento experimentado por el pintor que, tras la contemplación del paisaje, lo plasma en la pintura.
En el caso de la pintura de paisajes “montaña y agua”, la armonía de los elementos yin - yang, el juego de las condiciones atmosféricas, de los estratos geológicos, de las texturas informes en blanco y negro tienen, como fundamento, una apropiación expresionista de la naturaleza muy alejada de la mimesis o imitación exacta, como sucede con la estética occidental.
La concepción confucionista del mundo se refleja, asimismo, en la pintura de paisajes en los que las figuras o las construcciones humanas aparecen de forma muy reducida, situadas en un marco cosmológico completo.
Únicamente en las pinturas cuyo objeto central son los vegetales, los animales, o los seres humanos se introduce el color en la pintura: el tema de los letrados meditando o reunidos (por ejemplo los Siete sabios en un bosque de bambú), o de santos, son los temas particulares de estas pinturas. Algunos pintores se especializaron en un tema concreto: caballos, (徐悲鴻 Xu Beihong), bambús, incluso gambas.
Fue mucho más tarde cuando los poemas o epitafios se añadieron directamente sobre las pinturas, especialmente en los paisajes. Las obras más célebres se caracterizan, asimismo, por el número de sellos en tinta roja que designa la lista de los emperadores que se encontraba en la colección imperial, la mayor parte de ellos están, actualmente, en el Museo Nacional de Taipéi (Taiwán), tras el exilio del partido Kuomintang.
La representación del espacio en la pintura china,, que rechaza la perspectiva del punto de fuga, ha adoptado, en algunas ocasiones, y en los últimos siglos, las representaciones del espacio trigonométrico, especialmente cuando se trata de pintar pueblos o ciudades.

## Maestros de la pintura china(中國畫家 zhōngguó huàjiā)

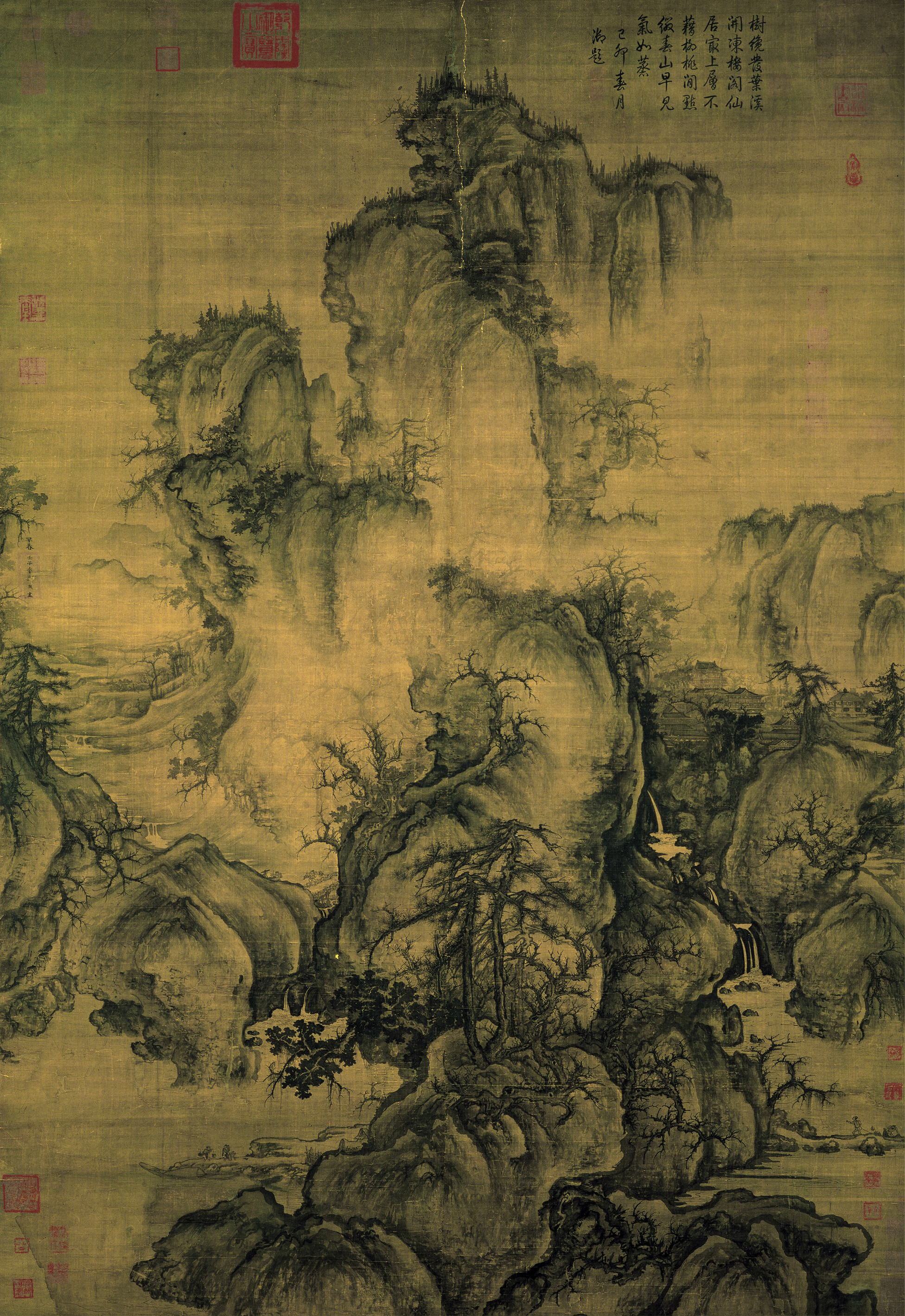
Primavera reciente (1072), de Guo Xi, Museo Nacional del Palacio, Taipéi.

### Pintores antiguos (古代 GǔDài)
- Zhāng Zé Duān Sòng Huī Zōng 張擇端宋徽宗
- Táng Bó Hǔ 唐伯虎（Dinastía Ming, 明代 míng dài）
- Sòng Huī Zōng 宋徽宗（Dinastía Song, 宋代 sòng dài）
- Zhū Dā 朱耷, conocido como Bā Dà Shān Rén 八大山人（Dinastía Ming, 明代 míng dài）
- Qíu Yīng 仇英（Dinastía Ming, 明代 Míng Dài）
- Ní Zàn 倪瓚（Dinastía Yuan, 元代 Yuán Dài）
- Shitao 石濤 (Dinastía Qing)

### Pintores contemporáneos (近代 jìndàiQing Shi Huang
- Qí Bái Shí 齊白石'
- Xú Bēi Hóng 徐悲鴻'
- Zhāng Dà Qiān 張大千
- Yú Fēi Àn 于非闇
- Fù Bào Dàn 傅抱石
- Lí Xióngcái 黎雄才
- Lu Yanshao 陸儼少
- Lin Feng Mian
- Wáng Jiǔjiāng 王久江
- Wang MeiFang 王美芳
- Wang Shiyan 王時焰
- Qu Qianmei 瞿情梅
- Li Chi Pang 李濟邦